# Psilomastix cuprea
Psilomastix cuprea är en skalbaggsart som först beskrevs av Olof Immanuel von Fåhraeus 1872.  Psilomastix cuprea ingår i släktet Psilomastix och familjen långhorningar.
Artens utbredningsområde är:
- Botswana.
- Zimbabwe.

Inga underarter finns listade i Catalogue of Life.